# Маргарет Левінс
Маргарет Левінс, уроджена Мічелл (англ. Margaret Levyns; 24 серпня 1890, Кейптаун — 11 листопада 1975, там само) — південноафриканська ботанікиня і географиня.

## Життєпис
Маргарет Мічелл народилася в Кейптауні 1890 року. Вона відвідувала школу для дівчаток у Кейптауні, а потім вступила до Південноафриканського коледжу, де вивчала математику, геологію, хімію і ботаніку. 1912 року опубліковано її першу статтю «Про порівняльну анатомію родів Ceraria і Portulacaria» («On the comparative anatomy of the genera Ceraria and Portulacaria»). Того ж року, отримавши Стипендію королеви Вікторії і Пам'ятну стипендію Всесвітньої виставки 1851 року Маргарет продовжила навчання в кембриджському Ньюнем-коледжі. Два роки потому ще одна стипендія дала їй можливість вивчати генетику в Інституті Джона Іннеса.
Маргарет повернулася в Південну Африку 1914 року й отримала місце викладача ботаніки в Південноафриканському коледжі. На цій посаді вона працювала аж до виходу на пенсію у віці 65 років. 1923 року вона вийшла заміж за Джона Левінса; дітей у подружжя не було. 1933 року Левінс стала першою жінкою, що здобула докторський ступінь у Кейптаунському університеті. Її дисертація присвячена таксономії родів Lobostemon і Echiostachys («A taxonomic study of Lobostemon and Echiostachys, gen. Nov., Based on their morphology, cytology and geographical distribution»). 1934 року її статтю з тієї ж теми, «Revision of the genus Lobostemon», опубліковано в періодичному виданні Ліннєївського товариства.
Від 1920 до 1970 року Маргарет Левінс і її чоловік, який розділяв її інтерес до ботаніки, зібрали близько 12 000 зразків флори Західнокапської провінції. Більшість наукових робіт Левінс стосується таксономії і фітогеографії капської флори. Дослідження Левінс привели до перегляду систематики ряду родів південноафриканських рослин. Однією з найбільш значущих її робіт є «Путівник флорою Капського півострова» («Guide to the flora of the Cape Peninsula», 1929). Окремі статті присвячено родам Elytropapus, Stoebe і Muraltia. Крім того, Левінс писала про вплив пожеж на рослинність Капського півострова і про експерименти з випалювання велду поблизу Стелленбоша і Ріверсдейла.
1958 року Маргарет Левінс нагороджено Південноафриканською золотою медаллю. У 1962—1963 роках вона була президентом Королівського товариства Південної Африки. 1968 року їй присвячено спеціальний випуск Journal of South African Botany.
Маргарет Левінс померла 11 листопада 1975 року. На її честь названо такі види рослин: Nivenia levynsiae, Crassula levynsiae і Thamnochortus levynsiae.